# Andri Aganits

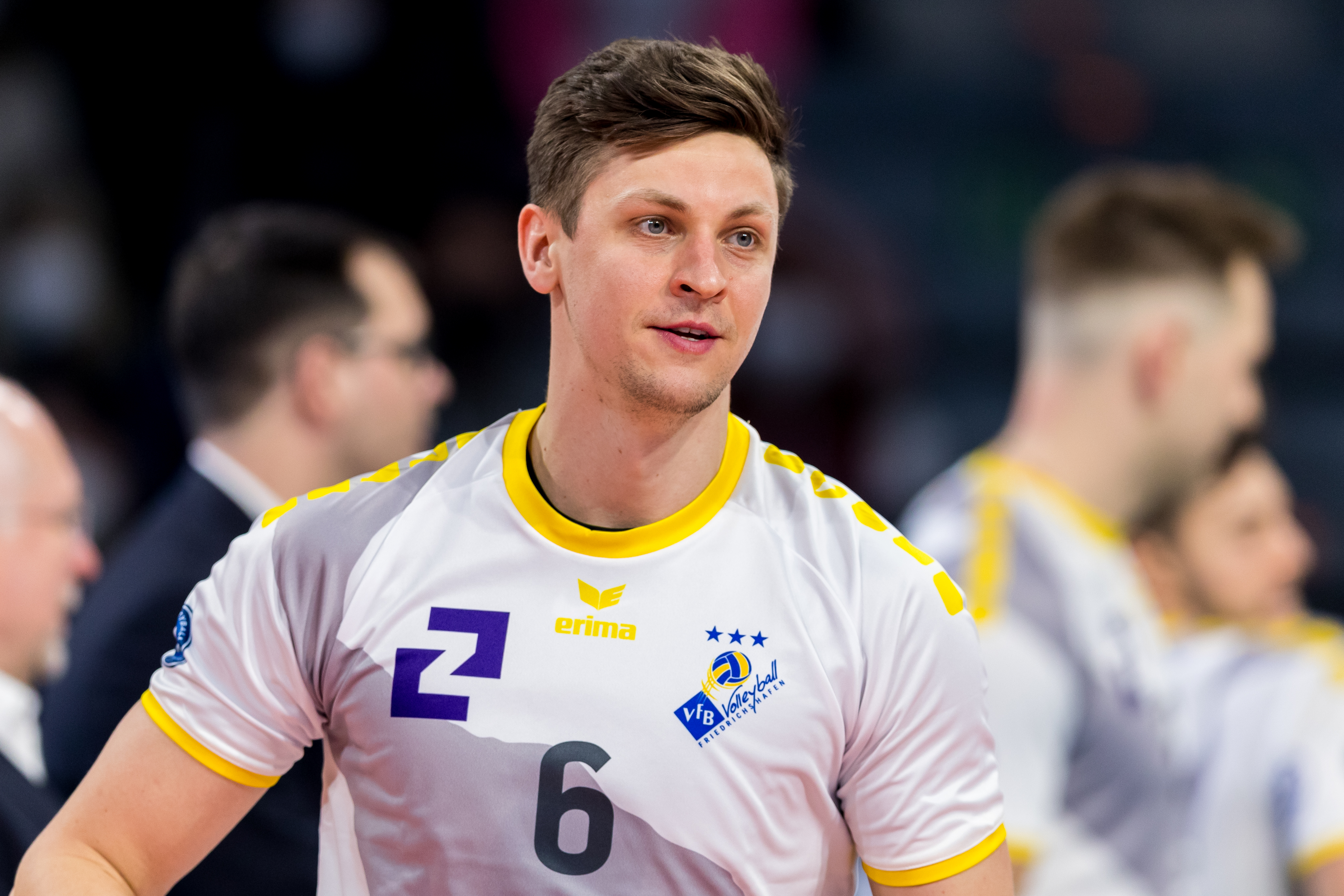
Andri Aganits zawodnikiem VfB Friedrichshafen

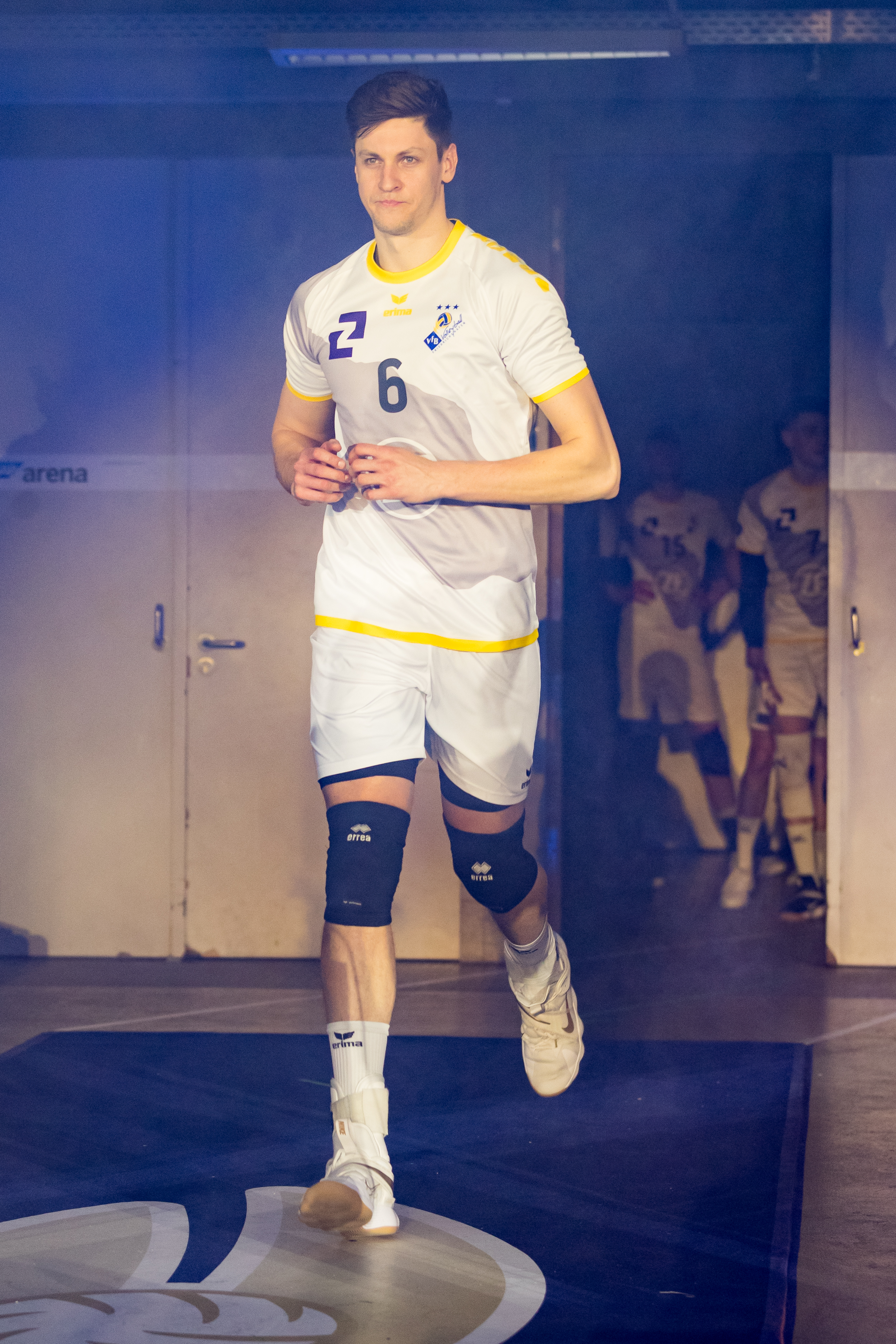
Andri Aganits zawodnikiem VfB Friedrichshafen

Andri Aganits (ur. 7 września 1993 w Põlvie) – estoński siatkarz, grający na pozycji środkowego, reprezentant Estonii. 

## Przebieg kariery
| Lata      | Klub                         |
| --------- | ---------------------------- |
| 2010–2011 | Valio Võru VK                |
| 2011–2013 | Selver Tallinn               |
| 2013–2014 | TV Bühl                      |
| 2014–2015 | Altotevere Città di Castello |
| 2015–2017 | Stade Poitevin Poitiers      |
| 2017–2018 | Montpellier UC               |
| 2018–2020 | Greenyard Maaseik            |
| 2020–2021 | PAOK Saloniki                |
| 2021–2022 | VfB Friedrichshafen          |
| 2022–     | Selver/TalTech               |

## Sukcesy klubowe
Puchar Estonii:
- 2011

Liga estońska:
- 2013, 2023[4]
- 2012

Liga belgijska:
- 2019

Puchar Niemiec:
- 2022[5]

Liga niemiecka:
- 2022[6]

Liga bałtycka:
- 2024[7]

## Sukcesy reprezentacyjne
Liga Europejska:
- 2016, 2018
- 2021

## Nagrody indywidualne
- 2013: Najlepszy środkowy w finale o Mistrzostwo Estonii
- 2018: Najlepszy środkowy Ligi Europejskiej